# Dionis Wodniew
Dionis Wodniew, kaz. Дионис Воднев (ur. 12 marca 1971 w Ałmaty) – radziecki, kazachski oraz niemiecki skoczek narciarski, uczestnik Zimowych Igrzysk Olimpijskich 1992. 
Pierwsze punkty Pucharu Świata zdobył 14 stycznia 1990 na dużej skoczni w Libercu, gdzie uplasował się na piętnastym miejscu. Najlepszy indywidualny wynik w karierze w zawodach PŚ uzyskał 4 marca 1992 w Örnsköldsvik, gdzie był piąty. 28 marca 1992 na skoczni w Planicy zajął dwunaste miejsce w drużynowym konkursie Pucharu Świata.
Najwyższe miejsce w klasyfikacji łącznej Pucharu Świata osiągnął w sezonie 1992/1993, kiedy zajął 34. miejsce.
Obecnie jest „kierownikiem” reprezentacji Kazachstanu w skokach narciarskich. Wcześniej był głównym trenerem kadry.

## Igrzyska olimpijskie
- Indywidualnie
  - 1992 Albertville (FRA) – 24. miejsce (duża skocznia), 25. miejsce (normalna skocznia)
- Drużynowo
  - 1992 Albertville (FRA) – 11. miejsce[a] (duża skocznia)

## Mistrzostwa świata
- Indywidualnie
  - 1991 Val di Fiemme (ITA) – 27. miejsce (duża skocznia), 18. miejsce (normalna skocznia)
  - 1993 Falun (SWE) – 16. miejsce (duża skocznia), 12. miejsce (normalna skocznia)

## Puchar Świata

### Miejsca w klasyfikacji generalnej
- sezon 1989/1990: 60.
- sezon 1991/1992: 36.
- sezon 1992/1993: 34.
- sezon 1996/1997: 82.